# 布拉甘薩 (帕拉州)

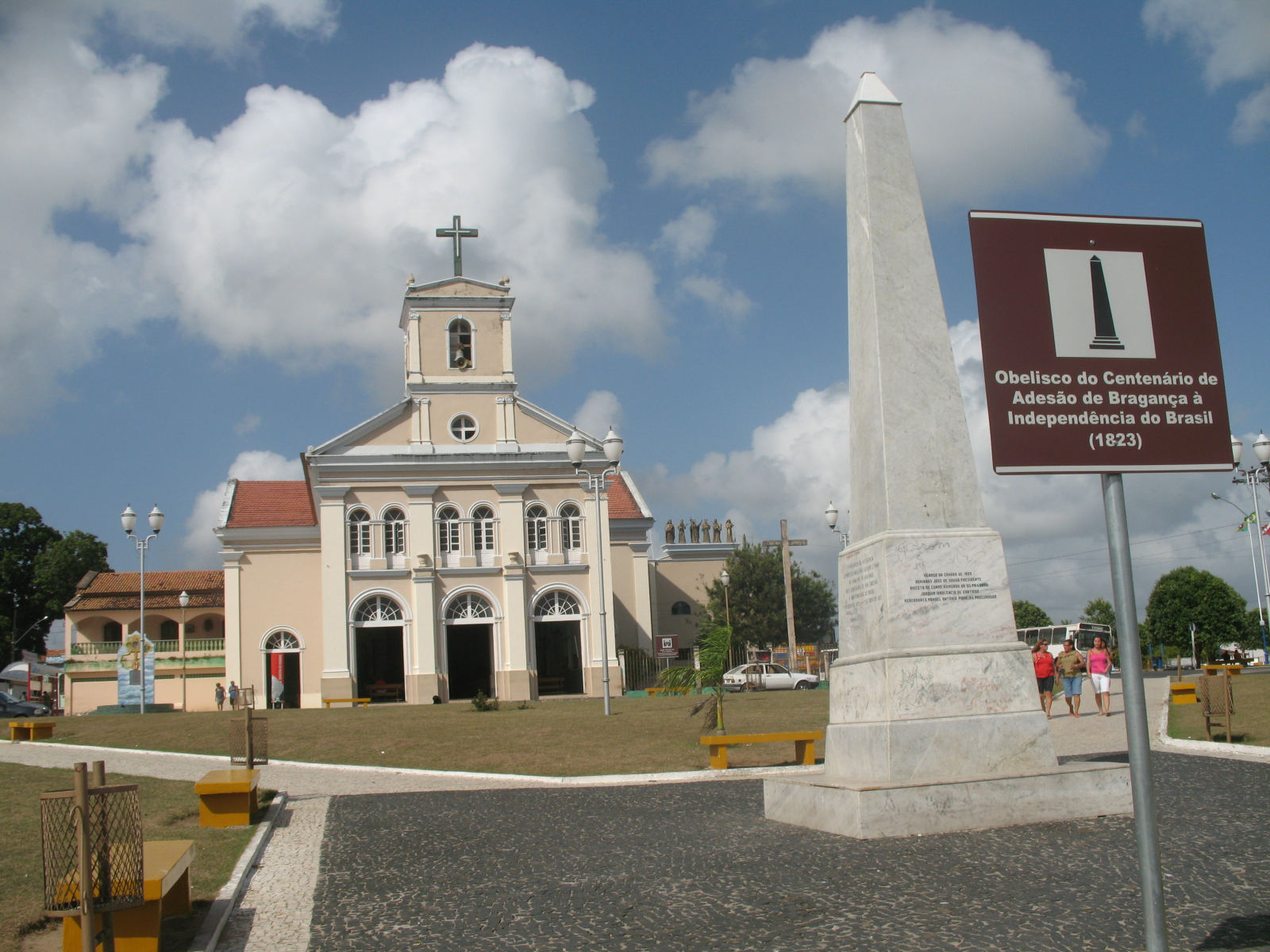
布拉甘薩

布拉甘薩（葡萄牙語：Bragança），是巴西的城鎮，位於該國北部，由帕拉州負責管轄，始建於1613年，面積2,090.23平方公里，海拔高度19米，2010年人口113,165，人口密度每平方公里54.14人。